# Mateo de Bascio

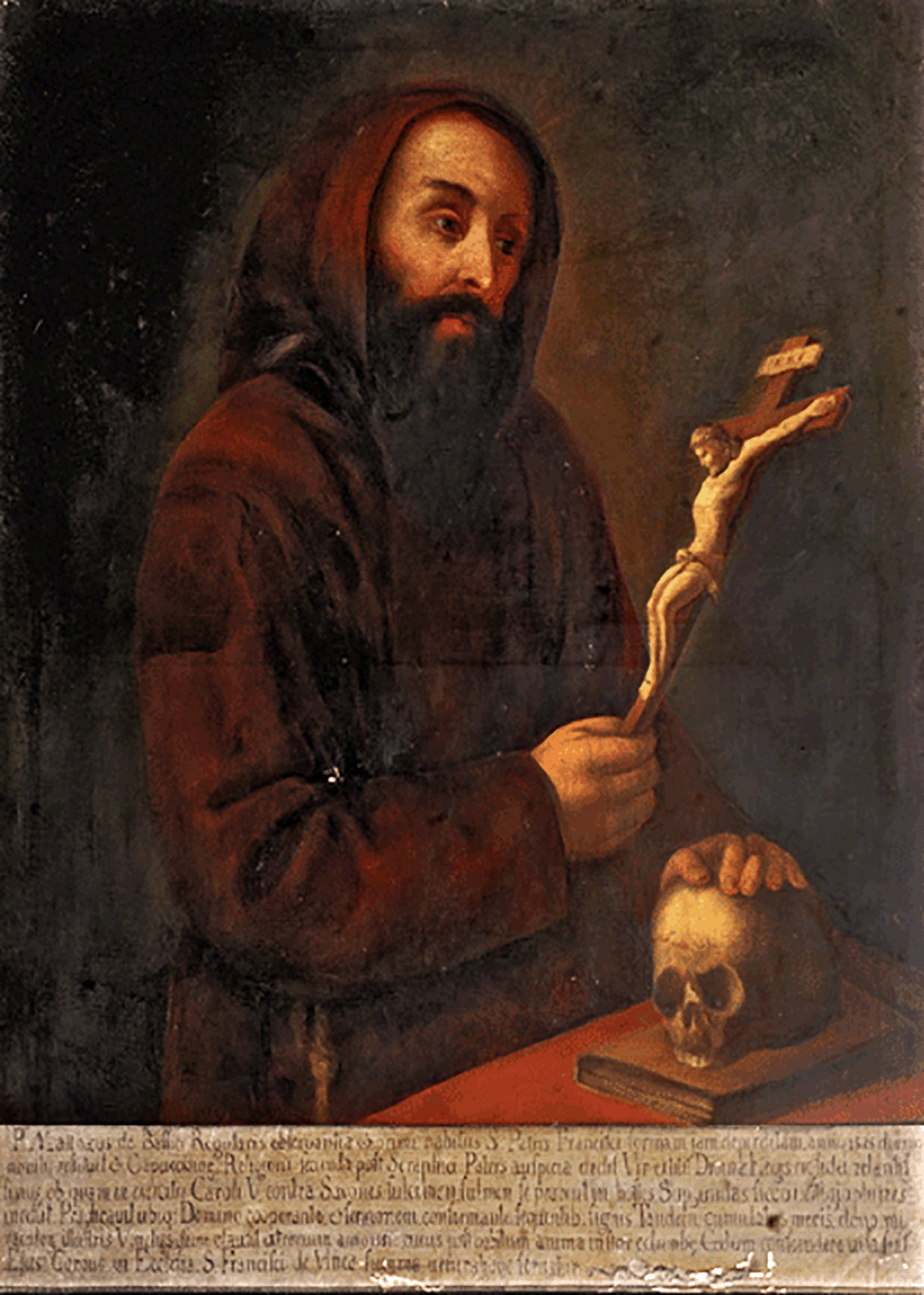
Mateo de Bascio

Mateo de Bascio (* 1495 in Bascio; † 1552 in Venedig) war ein italienischer Religionsreformer und Begründer des Kapuzinerordens in der Renaissance.

## Leben
Mateo trat den Franziskanern bei und ging 1525 nach Rom. Dort erhielt er von Papst Clemens VII. als persönliches Privileg das Recht, ein Gewand mit spitzer Kapuze (cappuccio) zu tragen, zu predigen und gleichzeitig strenge Regeln der Armut in Nacheiferung des Heiligen Franziskus zu befolgen. Mit einer kleinen Gruppe von Anhängern, darunter Ludovico Tenaglia aus Fossombrone, daher auch Ludovico de Fossombrone genannt, und dessen Bruder Raffaele, gründete er den Kapuzinerorden und wurde dessen Generalvikar (1529). Nachdem er sich darüber Klarheit verschafft hatte, dass die Gründung eines neuen Ordens seinen ursprünglichen Absichten nicht entsprach, nahm er die Wanderpredigt wieder auf und kehrte später zu den Franziskanern zurück. Er begleitete die kaiserlichen Truppen in die Schlacht bei Mühlberg (1547) und starb in Venedig.